# Eleições presidenciais portuguesas de 1942
As segundas eleições presidenciais portuguesas do Estado Novo, tiveram lugar a 8 de Fevereiro de 1942.
Como esperado, Óscar Carmona foi reeleito para um terceiro mandato.

## Resultados
| Candidato               | Candidato               | Partidos Apoiantes      | Votos   | %               |
| ----------------------- | ----------------------- | ----------------------- | ------- | --------------- |
|                         | Óscar Carmona           | União Nacional          | 829 042 | 100,00 / 100,00 |
| Votos Inválidos         | Votos Inválidos         | Votos Inválidos         | –       | –               |
| Total                   | Total                   | Total                   | 829 042 | 100,00 / 100,00 |
| Eleitorado/Participação | Eleitorado/Participação | Eleitorado/Participação | –       | –               |
| Fonte:                  | Fonte:                  | Fonte:                  | [ 1 ]   | [ 1 ]           |

Arquivo Histórico Parlamentar

### Gráfico
| Eleição de 1942 (número de votos) | Eleição de 1942 (número de votos) | Eleição de 1942 (número de votos) | Eleição de 1942 (número de votos) | Eleição de 1942 (número de votos) |
| --------------------------------- | --------------------------------- | --------------------------------- | --------------------------------- | --------------------------------- |
|                                   |                                   |                                   |                                   |                                   |
| Óscar Carmona                     | Óscar Carmona                     |                                   | 829 042                           | 829 042                           |